# Кожиль (станция)
Ко́жиль — станция Кировского отделения Горьковской железной дороги. Расположена в селе Дзякино Глазовского района Удмуртской Республики.
Открыта в 1899 году в составе участка Яр — Глазов. Электрифицирована в 1964 году в составе участка Киров — Балезино.
Открыта для работы по параграфам:
- 2. продажа пассажирских билетов;

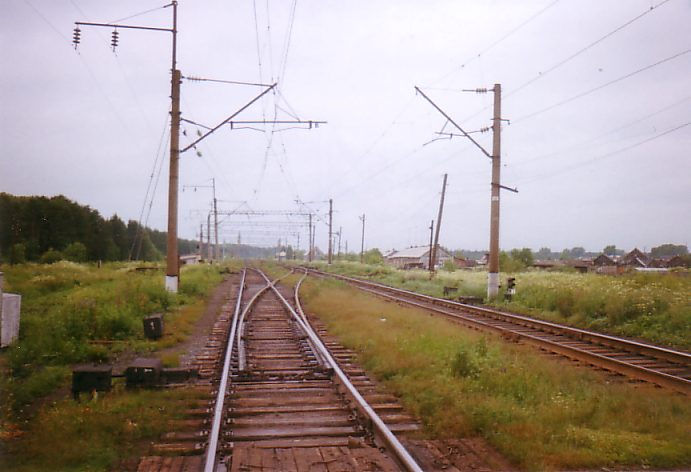
Вид на чётную горловину станции

- 3. прием и выдача грузов повагонными и мелкими отправками, загружаемых целыми вагонами, только на подъездных путях и местах необщего пользования.

Расположена между населёнными пунктами Кожиль, Дзякино и Посёлок Дома 1143 км. Чуть восточнее станции располагается железнодорожный переезд Советской улицы.
На станции останавливаются пригородные поезда до станций Киров, Глазов, Балезино. Ранее от станции брала начало Дзякинская узкоколейная железная дорога, по которой возили торф, но в 2009 году она была разобрана.
Поезда дальнего следования не останавливаются.